# Bømlo
Bømlo este o comună din provincia Vestland, Norvegia.